# Austrálie na Letních olympijských hrách 2008
Austrálii na Letních olympijských hrách v roce 2008 reprezentovalo 432 sportovců v 31 sportech. Ve výpravě bylo 233 mužů a 199 žen.

## Medailisté
| Medaile | Jméno | Sport             | Soutěž                                         |
| ------- | --- | ----------------- | ---------------------------------------------- |
| Zlato   | Stephanie Riceová | Plavání           | Ženy 400 m polohový závod                      |
| Zlato   | Libby Trickettová | Plavání           | Ženy 100 m motýlek                             |
| Zlato   | Leisel Jonesová | Plavání           | Ženy 100 m prsa                                |
| Zlato   | Stephanie Riceová | Plavání           | Ženy 200 m polohový závod                      |
| Zlato   | Stephanie Riceová Bronte Barratt Kylie Palmer Linda Mackenzie Felicity Galvez* Angie Bainbridge* Melanie Schlanger* Lara Davenport*                                                                                    | Plavání           | Ženy štafeta 4×200 m volný způsob              |
| Zlato   | Drew Ginn Duncan Free | Veslování         | Muži dvojka bez kormidelníka                   |
| Zlato   | Scott Brennan David Crawshay | Veslování         | Muži dvojskif                                  |
| Zlato   | Emily Seebohm Leisel Jonesová Jessicah Schipper Libby Trickettová Tarnee White * Felicity Galvez* Shayne Reese* | Plavání           | Ženy štafeta 4×100 m polohový závod            |
| Zlato   | Emma Snowsillová | Triatlon          | Ženy                                           |
| Zlato   | Nathan Wilmot Malcolm Page | Jachting          | Muži třída 470 class                           |
| Zlato   | Tessa Parkinson Elise Rechichi | Jachting          | Ženy třída 470 class                           |
| Zlato   | Steven Hooker | Atletika          | Muži skok o tyči                               |
| Zlato   | Ken Wallace | Kanoistika        | Muži K-1 500 m                                 |
| Zlato   | Matthew Mitcham | Skoky do vody     | Muži věž 10 m                                  |
| Stříbro | Briony Cole Melissa Wu | Skoky do vody     | Ženy synchronizované skoky z věže 10 m         |
| Stříbro | Clayton Fredericks Lucinda Fredericks Sonja Johnson Megan Jones Shane Rose | Jezdectví         | Jezdecká všestrannost - družstva               |
| Stříbro | Eamon Sullivan | Plavání           | Muži 100 m volný způsob                        |
| Stříbro | Brenton Rickard | Plavání           | Muži 200 m prsa                                |
| Stříbro | Leisel Jonesová | Plavání           | Ženy 200 m prsa                                |
| Stříbro | Libby Trickettová | Plavání           | Ženy 100 m volný způsob                        |
| Stříbro | Jacqueline Lawrence | Kanoistika        | Ženy slalom K-1                                |
| Stříbro | Matt Ryan James Marburg Cameron McKenzie-McHarg Francis Hegerty | Veslování         | Muži čtyřka bez kormidelníka                   |
| Stříbro | Grant Hackett | Plavání           | Muži 1500 m volný způsob                       |
| Stříbro | Hayden Stoeckel Brenton Rickard Andrew Lauterstein Eamon Sullivan Ashley Delaney * Christian Sprenger* Adam Pine* Matt Targett*                                                                                        | Plavání           | Muži štafeta 4×100 m polohový závod            |
| Stříbro | Anna Meares | Cyklistika        | Ženy sprint                                    |
| Stříbro | Sally McLellanová | Atletika          | Ženy 100 metrů překážek                        |
| Stříbro | Darren Bundock Glenn Ashby | Jachting          | Třída Tornado                                  |
| Stříbro | Jared Tallent | Atletika          | Muži chůze na 50 km                            |
| Stříbro | Suzy Batkovic Tully Bevilaqua Rohanee Cox Hollie Grima Kristi Harrower Lauren Jacksonová Erin Phillips Emma Randall Jenni Screen Belinda Snell Laura Summerton Penny Taylor                                            | Basketbal         | Turnaj žen                                     |
| Bronz   | Cate Campbellová Alice Mills Melanie Schlanger Libby Trickettová Shayne Reese* | Plavání           | Ženy štafeta 4×100 m volný způsob              |
| Bronz   | Jessicah Schipper | Plavání           | Ženy 100 m motýlek                             |
| Bronz   | Eamon Sullivan Andrew Lauterstein Ashley Callus Matt Targett Leith Brodie* Patrick Murphy* | Plavání           | Muži štafeta 4×100 m volný způsob              |
| Bronz   | Hayden Stoeckel | Plavání           | Muži 100 m znak                                |
| Bronz   | Robin Bell | Kanoistika        | C1 slalom muži                                 |
| Bronz   | Patrick Murphy Grant Hackett Grant Brits Nick Ffrost Leith Brodie* Kirk Palmer * | Plavání           | Muži štafeta 4×200 m volný způsob              |
| Bronz   | Jessicah Schipper | Plavání           | Ženy 200 m motýlek                             |
| Bronz   | Warren Potent | Sportovní střelba | Muži 50 metrů libovolná malorážka 60 ran vleže |
| Bronz   | Andrew Lauterstein | Plavání           | Muži 100 m motýlek                             |
| Bronz   | Jared Tallent | Atletika          | Muži chůze na 20 km                            |
| Bronz   | Cate Campbellová | Plavání           | Ženy 50 m volný způsob                         |
| Bronz   | Emma Moffatt | Triatlon          | Ženy                                           |
| Bronz   | Jodie Bowering Kylie Cronk Kelly Hardie Tanya Harding Sandy Lewis Simmone Morrow Tracey Mosley Stacey Porter Melanie Roche Justine Smethurst Danielle Stewart Natalie Titcume Natalie Ward Belinda Wright Kerry Wyborn | Softball          | Turnaj žen                                     |
| Bronz   | Gemma Beadsworth Nikita Cuffe Suzie Fraser Taniele Gofers Kate Gynther Amy Hetzel Bronwen Knox Emma Knox Alicia McCormack Melissa Rippon Rebecca Rippon Mia Santoromito Jenna Santoromito                              | Vodní polo        | Turnaj žen                                     |
| Bronz   | Ken Wallace | Kanoistika        | Muži K-1 1000 m                                |
| Bronz   | Lisa Oldenhof Hannah Davis Chantal Meek Lyndsie Fogarty | Kanoistika        | Ženy K-4 500 m                                 |
| Bronz   | Des Abbott Travis Brooks Kiel Brown Liam De Young Luke Doerner Jamie Dwyer Bevan George David Guest Rob Hammond Fergus Kavanagh Mark Knowles Stephen Lambert Eli Matheson Eddie Ockenden Grant Schubert Matt Wells     | Pozemní hokej     | Turnaj mužů                                    |